# Arvesar Lerr
Arvesar Lerr (armeniska: Արեվասար Լեռ, ryska: Gora Agryunash’) är ett berg i Azerbajdzjan.   Det ligger i distriktet Xocavənd Rayonu, i den södra delen av landet, 260 kilometer väster om huvudstaden Baku. Toppen på Arvesar Lerr är 1 458 meter över havet, eller 217 meter över den omgivande terrängen. Bredden vid basen är 4,2 km.
Terrängen runt Arvesar Lerr är huvudsakligen kuperad, men västerut är den bergig. Närmaste större samhälle är Fizuli, 11,1 kilometer nordost om Arvesar Lerr. 
Trakten runt Arvesar Lerr består i huvudsak av gräsmarker. Runt Arvesar Lerr är det ganska glesbefolkat, med 48 invånare per kvadratkilometer.